# Гутово (Новосибирская область)
Гутово — село в Тогучинском районе Новосибирской области. Входит в состав Гутовского сельсовета.

## История
Селение Гутовское появилось в Томском уезде Томской губернии в первой половине XIX века, до 1911 года относилось к Кайлинской волости. Статус села (со строительством здесь местного храма православной однопрестольной церкви) приобретает в 1849 году. 
По инициативе мецената С.И. Кандаурова в селе Гутовское 1 октября 1904 года была открыта волостная народная библиотека, которая располагалась при сельской начальной школе. Средства на её устройство были даны Кайлинским волостным правлением. Со дня открытия до 1 января 1905 года общее число читателей составляло 35 человек. Книги выдавались учащимся два раза в неделю, а для остальных читателей ежедневно. В 1904 году Томское уездное попечительство народной трезвости учредило вторую библиотеку в этом же селе.
В 1911 году волостной центр реорганизуемой Кайлинской волости был переведён из села Кайлы в село Гутовское (находящееся в 14 км по прямой на юго-восток от с. Кайлы). 
Гутовская волость в 1917 году выйдет из состава южных территорий Томского уезда и будет до мая 1925 года относиться к Кузнецкому уезду Томской губернии. 
Большое значение на мощное экономическое развитие волости оказало строительство новой железнодорожной ветки Томской железной дороги к Кемеровским угольным копям. Особенно большие темпы развития приходятся на близлежащую к волостному центру станцию Тогучин.
В декабре 1917 года в селе был образован большевистский Гутовский ревком, который просуществует до конца мая 1918 года. Начавшаяся Гражданская война прошлась по судьбам жителей села. Часть гутовцев ушла в красные партизанские отряды, но они были уничтожены летом 1919 года колчаковской контрразведкой. С приходом Красной Армии расстрелянные партизаны были перезахоронены в центре села. На братской могиле поставили памятник, на котором занесены фамилии 36 героев, из них 4 брата Янченко.
При новом установлении в селе советской власти (декабрь 1919), в январе 1920 года здесь образуется орган политической власти и диктатуры — волостной ревком (по мандату Сибревкома), орган исполнительной власти — волостной исполком Совета рабочих, крестьянских и красноармейских депутатов. Также создаются волвоенкомат, волотдел ВЧК, волостной народный суд и др. Здесь же создан сельский совет — орган местной власти, самоуправления села Гутовского. 27 октября 1920 года в Гутово на партконференции РКП(б) была образована районная партийная организация и создан Гутовский райком партии, который со временем возьмёт всю полноту власти у военно-революционного комитета (ревкома) на территории Гутовской волости и части примыкающих к ней поселений. Отныне и до 1930 года данный райком будет определять политику, экономику и направлять деятельность местных советов на своей территории.
При реформе районирования 1925 года (упразднение системы волостей, уездов и губерний), село меняет свой статус территориального административного центра и становится райцентром Гутовского района, созданного в целом на территориях прежней Гутовской волости. Здесь же — центральная контора Гутовского сельсовета, к юрисдикции которого тогда относились само село Гутовское (Гутово) и близ расположенная деревня Кудрино. В селе действуют структуры районной власти: райком ВКП(б), районный Совет депутатов трудящихся, райисполком (с правом ведения записей ЗАГС), райком комсомола, районный суд, прокуратура, райотдел рабоче-крестьянской милиции (ОГПУ), райвоенкомат, штаб ЧОН и др. органы осуществления власти.
В 1927 году сельский православный храм Во имя Святых первоверховных апостолов Петра и Павла был закрыт по решению местной власти. В 1928 году его имущество и здание передавались старообрядческой гутовской общине. Данная церковь окончательно была закрыта постановлением Запсибкрайисполкома № 1360 от 4 августа 1939 года. В последующие советские годы это деревянное здание использовалось как Дом отдыха Тогучинского завода — было капитально переоборудовано (первоначально — под сельский клуб); кресты, купола, колокольня были демонтированы; утварь вывезена конвоем НКВД. 
В 1930 году (с образованием вместо Сибкрая — Западно-Сибирского края) Гутовской район был упразднён и село сохраняло лишь статус административного центра Гутовского сельсовета.
В 1931 году на землях Уфимского выселка и села Гутово образуется Гутовский спецсовхоз птицеводческой специализации (снабжение продуктами питания строек индустриализации Кузбасса). В 1933 году совхоз ликвидировал птицу и направление стало животноводческим. 
В 1932 году, в рамках проводящихся в СССР антикрестьянских политик «раскулачивания» и «коллективизации», решением Тогучинского райисполкома в Гутово организован колхоз «Знамя Ильича», который действовал до 1957 года. В том же 1932 году в селе Ирба (Ирбинский сельсовет) был образован «Колхоз имени М.И. Калинина», который в дальнейшем, в 1956 году будет реорганизован в колхоз «Сибиряк».
В конце 1930-х гг. район славился объёмом уборки сельскохозяйственной конопли, особенно ударной работой отличалось хозяйство артель-колхоз «Красная волна». 
В 1946 году совхоз перешёл в ведение Новосибирского треста зерновых и животноводческих совхозов. Хозяйство принимает свиноводческое направление. 
В 1959 году в Гутовский сельсовет были переданы малые сельсоветы: Ирбинский, Ново-Кайлинский, Рожневский. В 1960-х данные деградировавшие сёла были подвергнуты реформе «укрупнения» (ликвидация «бесперспективных» деревень) и упразднены к началу 1970-х гг.
В 1961 году Гутовский сельсовет переместился из с. Гутово на центральную усадьбу в с. Янченково.

## География
Площадь села — 65 гектаров.

## Население
| 2002 | 2007 | 2010 |
| ---- | ---- | ---- |
| 358  | ↘353 | ↘273 |

## Инфраструктура
В селе по данным на 2007 год функционируют 1 учреждение здравоохранения и 1 учреждение образования.

## Известные жители Гутово
06.06.1933 в селе родился Петровский Владислав Сергеевич, доктор технических наук, профессор, академик РАЕН (1994 год), заслуженный деятель науки и техники РСФСР.  Работал лесничим Большереченского лесхоза Алтайского края, техническим руководителем Кежемского леспромхоза Красноярского края, старшим инженером Красноярского лесопильно-домостроительного комбината, с 1961 по 1974 год ассистент, старший преподаватель, доцент, профессор, заведующий кафедрой автоматизации технологических процессов Сибирского технологического института, с 1974 по 2015 год профессор Воронежского государственного лесотехнического университета, в том числе в период с 1975 по 2012 год заведующий кафедрой автоматизации производственных процессов. Умер 02.05.2015 в г. Воронеже.